# Есетроподобни
Есетроподобните (Acipenseriformes) са разред риби от подклас Лъчеперки. Известни са около 25 вида, живеещи само в Северното полукълбо - Европа, Северна Америка и Северна Азия.

## Устройство
Тези риби имат удължено тяло, което достига до 30 cm. при най-малките видове, а при най-големите – понякога и до 9 m. На повърхността на тялото им са разположени по 5 реда едри, ромбични, костни щитчета. Черепът им е хрущялен, покрит с костни щитчета. Устата е коремно разположена, без зъби. Пред устата имат по 4 мустачета, но дължината е различна при отделните видове.

## Размножаване
Половата зрялост при есетроподобните настъпва през третата година, понякога и по-късно, в зависимост от вида. Те хвърлят хайвера си само в сладки води и то през пролетта. Плодовитостта им варира от 1500 до 5 000 000 яйца на година.
Малките се хранят активно до края на лятото, после мигрират в солените води на моретата и океаните, а там се хранят с ракообразни, мекотели, червеи.

## Улов
Есетроподобните са ценни стопански риби. Високо се ценят месото им и техният хайвер. Главните риболовни райони за лов са Каспийско, Азовско, Черно море, делтите на реките Дунав и Волга. Известни количества се ловят край атлантическото крайбрежие на Европа и Северна Америка.
Есетроподобните намаляват поради интензивния им риболов, както и в резултат на строежа на сгради по крайбрежията, които нарушават средата и замърсяват водите, обитавани от различни видове риби.
В Русия са създадени рибовъдни заводи, които всяка година пускат в свързаните водоеми десетки милиони есетроподобни риби.